# Sigrid Engelbrecht

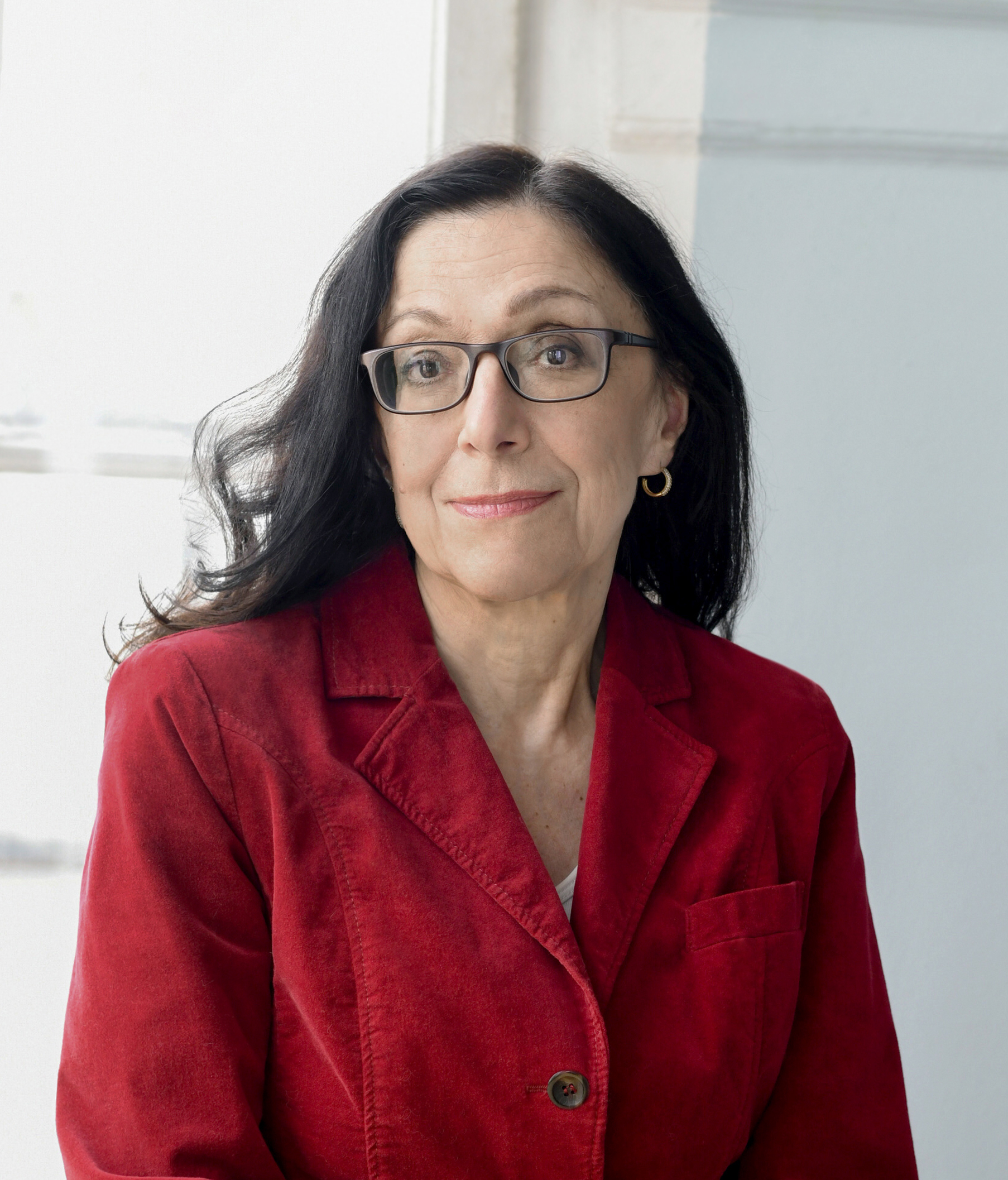
Sigrid Engelbrecht (2022)

Sigrid Engelbrecht (* 7. September 1954 in Bayreuth als Sigrid Luise Kaiser) ist eine deutsche Autorin, Malerin und Designerin, die auch als Dozentin und Coach in der Erwachsenenbildung tätig ist. Von 1986 bis 2009 war sie als Kommunalpolitikerin (Bündnis 90/Die Grünen) in Bayreuth aktiv, darunter als Bezirksrätin sowie als Stadträtin und Fraktionsvorsitzende ihrer Partei im Stadtrat von Bayreuth.

## Leben
Sigrid Engelbrecht wuchs in Bischofsgrün im Fichtelgebirge auf, wo sie im Jahr 1961 auch eingeschult wurde. Von 1967 bis 1974 besuchte sie das Wirtschaftswissenschaftliche Gymnasium in Bayreuth. Nach dem Abitur studierte sie an der Freien Universität Berlin Germanistik, Publizistik und Volkswirtschaft.
Nach ihrer Heirat mit dem Grafik-Designer und späteren Stadtheimatpfleger von Bayreuth, Wilfried Engelbrecht, kehrte sie nach Bayreuth zurück. Das Paar hat eine gemeinsame Tochter.
Seit 2010 lebt Sigrid Engelbrecht in Berlin. Hier absolvierte sie von 2012 bis 2015 berufsbegleitend den Studiengang Biografisches und Kreatives Schreiben an der Alice Salomon Hochschule Berlin, den sie mit einem Master of Arts abschloss.

## Wirken
In Bayreuth studierte Sigrid Engelbrecht von 1976 bis 1980 Textildesign an der Fachhochschule Coburg, Abt. Münchberg (Oberfranken), der Fachbereich gehört heute als Campus Münchberg zur Hochschule Hof. Nach ihrem Diplom als Designerin arbeitete sie für verschiedene Unternehmen in der Textilbranche. Parallel dazu absolvierte sie ein Fernstudium im Fach Werbegrafik an der damaligen Neuen Kunstschule Zürich. Von 1982 bis 1985 war sie Inhaberin des Einzelhandelsgeschäfts Kiddi Kinderlädchen in Bayreuth. 1989 machte sich Sigrid Engelbrecht mit einem Grafikbüro selbständig, ab 1992 mit einem Atelier in der Bayreuther Innenstadt. Im Jahr 1999 feierte sie, nunmehr ansässig im Bayreuther Ortsteil Altstadt, ihr zehnjähriges Firmenjubiläum.
Verschiedene Arbeiten im Bereich Grafik und Malerei stellte sie von 1988 bis 2014 in Deutschland, Frankreich, Österreich und Tschechien aus, in Deutschland häufig begleitet von Lesungen aus ihren lyrischen Texten.
In den Jahren zwischen 2002 und 2008 veränderte Engelbrecht die Schwerpunkte ihrer beruflichen Tätigkeit. Nach Abschluss der Ausbildungen zur Mental- und Wellness-Trainerin 2002–2004 beim Institut Conzendo, Hamburg, und beim Institut für Sport und Tourismus, Düsseldorf, sowie zum Mentalcoach 2008 beim NLP & Coaching Institut, Berlin, begann sie als Trainerin und Coach in der Erwachsenenbildung zu arbeiten.
Neben lyrischen Texten schrieb sie ab diesem Zeitpunkt Kurzgeschichten und beteiligte sich an Gedichtsammlungen und Anthologien. 2005 war sie mit der Kurzgeschichte Tristram’s Stone Preisträgerin beim Literaturwettbewerb der Festspiel-Nachrichten, die vom Verlag Lorenz Ellwanger in Bayreuth herausgegeben werden. Seit 2006 ist sie als Sachbuchautorin tätig.

## Politische Aktivitäten und Ehrungen
Von 1986 bis 2009 war Sigrid Engelbrecht kommunalpolitisch in Bayreuth aktiv. Als Bezirksrätin für Bündnis 90/Die Grünen gehörte sie dem Bezirkstag Oberfranken von 1986 bis 1994 an, von 1990 bis 2010 war sie Stadträtin in Bayreuth, von 1991 bis 2008 dort auch Fraktionsvorsitzende.
Für ihr kommunalpolitisches Wirken wurde sie mit der Bayerischen Kommunalen Verdienstmedaille, der Goldenen Bürgermedaille der Stadt Bayreuth und dem Goldenen Ehrenring der Stadt Bayreuth ausgezeichnet.
Auf Parteiebene war sie zwischen 1986 und 2007 in verschiedenen Funktionen tätig: sie war im Jahr 1989 Mitglied im fünfköpfigen Kommissarischen Bundesvorstand der Grünen, Mitglied im damaligen Bundeshauptausschuss (heute: Länderrat), Vorsitzende der Bundesarbeitsgemeinschaft Frauenpolitik (heute: Bundesfrauenrat), sowie Vorstandsmitglied der kommunalpolitischen Vereinigung Gribs (Grüne und Alternative in den Räten Bayerns) bis 2007 und Mitglied im Parteirat des bayerischen Landesverbands der Grünen. Sie war 40 Jahre lang – von 1983 bis 2023 – Mitglied der Grünen.

## Buchveröffentlichungen

### Lyrik
- Kindheit. In: Bibliothek deutschsprachiger Gedichte. Ausgewählte Werke VI. Die Anthologie des Wettbewerbsjahres 2003. Realis Verlag, Gräfelfing 2003, ISBN 3-930048-44-2.
- Was ist, was sein kann und was bleibt. Edition Winterwork, Borsdorf 2023, ISBN 978-3-96014-954-5.

### Roman
- Nach Einbruch der Dunkelheit – Ein Roman über Grenzen. Edition Winterwork, Borsdorf 2019, ISBN 978-3-96014-608-7.

### Sachbuch
- Heiße Jahre – voller Energie durch die Wechseljahre. Gräfe und Unzer, München 2006, ISBN 3-8338-0271-5.
- Best Age Power – Krafttraining für Körper und Geist. Pietsch Verlag, Stuttgart 2007, ISBN 978-3-613-50557-5.
- Richtig gute Laune kriegen – Wer gut drauf ist, hat mehr vom Leben. Droemer Knaur, München 2008, ISBN 978-3-426-64917-6.
- Tanz mit dem Säbelzahntiger – Stressbewältigung für alle Stresstypen. Orell Füssli Verlag, Zürich 2009, ISBN 978-3-280-05323-2.
- Lass los, was deinem Glück im Wege steht. Gräfe und Unzer, München 2009, ISBN 978-3-8338-1370-2.
- Krisenfest leben. Kreuz Verlag, Stuttgart 2010, ISBN 978-3-7831-3455-1.
- Das Anti-Burnout-Buch für Frauen. Kreuz Verlag, Stuttgart 2011, ISBN 978-3-451-61014-1.
- Lass los, was dich klein macht. Gräfe und Unzer Verlag, München 2011, ISBN 978-3-8338-2156-1.
- Vom Sinn des Neids. Orell Füssli, Zürich 2011, ISBN 978-3-280-05441-3.
- Das Anti-Burnout-Buch für Mütter. Kreuz Verlag, Stuttgart 2012, ISBN 978-3-451-61122-3.
- Loslassen und loslegen. Kreuz Verlag, Stuttgart 2013, ISBN 978-3-451-61146-9.
- Lass los, was dir Sorgen macht. Gräfe und Unzer Verlag, München 2013, ISBN 978-3-8338-2332-9.
- Entfalte, was in dir steckt. Ariston Verlag, München 2014, ISBN 978-3-424-20103-1.
- Meinen Platz im Leben erkennen. Kreuz Verlag, Stuttgart 2015, ISBN 978-3-451-61325-8.
- Schalt die Welt auf Pause. Gräfe und Unzer Verlag, München 2015, ISBN 978-3-8338-3983-2.
- Wer zuerst lacht, lacht am besten. Gräfe und Unzer Verlag, München 2016, ISBN 978-3-8338-5299-2.
- Erobere dein Leben zurück. Herder Verlag, Freiburg im Breisgau 2016, ISBN 978-3-451-61383-8.
- Ich! Drei Buchstaben, die Ihr Leben verändern. Gräfe und Unzer Verlag, München 2016, ISBN 978-3-8338-5300-5.
- Sieben Tage für leichteres Entscheiden – das kreative Mitmach-Heft. Herder Verlag, Freiburg 2016, ISBN 978-3-451-61394-4.
- Ich steh auf mich – Wertschätzung macht mich und andere stark. Knaur Verlag, München 2017, ISBN 978-3-426-87769-2.
- mit Michael Linden: Lass los! Es reicht – Wege aus der Verbitterung. Ecowin Verlag, Salzburg 2018, ISBN 978-3-7110-0138-2.
- Freundinnen – A wie Allerbeste bis Z wie Zusammenhalt. Duden Verlag, Berlin 2018, ISBN 978-3-411-72342-3.
- Mama – A wie Alltagsheldin bis Z wie Zauberin. Duden Verlag, Berlin 2019, ISBN 978-3-411-72364-5.
- Hitzewallungen? Ich lauf mich nur warm für den Neustart. Knaur Verlag, München 2019, ISBN 978-3-426-87821-7.
- Stille. Das Geheimnis der inneren Kraft. Herder Verlag, Freiburg 2020, ISBN 978-3-451-65400-8.
- Glücklich sein mit mir selbst. Die Voraussetzung für ein Leben mit anderen. J. Kamphausen Verlag, Bielefeld 2022, ISBN 978-3-95883-560-3.
- Lass los, was dich alt macht. Impulse für Gesundheit, Resilienz und Lebensfreude. Herder Verlag, Freiburg 2024, ISBN 978-3-451-60128-6.

## Ausstellungen

### Einzelausstellungen
- 1990: Kreativität braucht Träume. Stadtbibliothek Bayreuth[22]
- 1992: Lune rouge au coer de la nuit. Galerie Differente, Berrias-et-Casteljau[23]
- 1993: Entfremdung. Galerie Litfass, Regensburg[24]
- 2000: Anderswelten. Stadthalle Kulmbach[25]
- 2001: Anderswelten. Kultour-Diele Rudolstadt[26]
- 2003: Anderswelten. Haus Rissen Hamburg[27]
- 2008: Kreativität braucht Träume – 20 Jahre Malerei. Reihe Kultur im Klinikum, Bayreuth[28]
- 2009: Sigrid Engelbrecht – Vystava, Obrazky 2004–2009. NTK, Prag
- 2012: Neun – Zahlen-Sinn. Kenfactoy Berlin-Mariendorf[29]

### Gemeinschafts- und Gruppenausstellungen
- 1992: Reise ins Mondlicht, mit Daniel Sharaf[30]
- 1992: Beteiligung im Rahmen von Kunstszene Bayreuth, Neues Rathaus Bayreuth[31]
- 1993: Tausend Nächte bis zum Ende der Zeit, mit Daniel Sharaf[32]
- 1994: Sigrid Engelbrecht – Karin Horosz – Ute Tobisch, Maingauhalle Kleinostheim[33]
- 1995: GrenzGang, mit Karin Horosz, Galerie im Alten Bahnhof, Weidenberg[34]
- 1997: Geheimnisvolle Zeichen, Doppelausstellung mit Constantia Rosendorfer, Stadtschloss Lichtenfels[35]
- 1997: 20 Jahre B. A. T., Casino-Galerie Bayreuth[36]
- 2000: Sigrid Engelbrecht  (Acryl und Aquarell/Tusche) und Wilfried Engelbrecht (Bilder und Objekte), Galerie Quellenhof, Bad Tatzmannsdorf[37]